# Élections générales péruviennes
Liste des élections générales péruviennes

## Constitution de 1920
- Élections générales péruviennes de 1931

## Constitution de 1933
- Élections générales péruviennes de 1939
- Élections générales péruviennes de 1962
- Élections générales péruviennes de 1963

## Constitution de 1979
- Élections générales péruviennes de 1980
- Élections générales péruviennes de 1985
- Élections générales péruviennes de 1990

## Constitution de 1993
- Élections générales péruviennes de 1995
- Élections générales péruviennes de 2000
- Élections générales péruviennes de 2001
- Élections générales péruviennes de 2006
- Élections générales péruviennes de 2011
- Élections générales péruviennes de 2016
- Élections législatives péruviennes de 2020
- Élections générales péruviennes de 2021